# Cristian López Santamaría
 Cristian López Santamaría  (Crevillent, 27 april 1989), of kortweg Cristian, is een Spaanse voetballer en kan opgesteld worden als aanvaller.

## Carrière
Cristian López Santamaria startte zijn jeugdopleiding vanaf seizoen 1999-2000 bij de ploeg van zijn geboortestad, Crevillente Deportivo. Na drie seizoenen stapte hij over naar lokale grootheid Hércules CF, maar keerde het daaropvolgende seizoen al terug. Na vier seizoenen vervolmaakte hij zijn opleiding bij Alicante CF.
Tijdens het seizoen 2008-2009 maakte hij zijn debuut bij laatstgenoemde ploeg, dat dat seizoen na vijftig jaar teruggekeerd was naar de Segunda División A. Op 6 juni 2019 was hij basisspeler tijdens de 1-2 verloren thuiswedstrijd tegen stadsrivaal Hércules CF. Zijn eerste doelpunt zou hij scoren tijdens zijn laatste wedstrijd tegen Sevilla Atlético. De wedstrijd eindigde in een 3-3-gelijkspel. Met een twintigste plaats in de eindrangschikking kon de ploeg haar behoud niet bewerkstelligen.
Tijdens seizoen 2009-2010 tekende hij bij Real Madrid Castilla, destijds spelend in de Segunda División A Tijdens het eerste seizoen zou hij elf keer scoren in eenendertig wedstrijden. De ploeg zou achtste eindigen in de eindrangschikking. Het tweede seizoen 2010-2011 verliep moeilijk en kwam hij tijdens de heenronde niet aan scoren toe en dit tijdens elf wedstrijden. Om hem meer spelgelegenheid te schenken werd hij vanaf januari 2011 uitgeleend aan Valencia CF Mestalla, een ploeg uit de Tercera División. Met elf doelpunten uit zestien wedstrijden van de terugronde en eindronde was hij een belangrijke pion in de ploeg, die kampioen werd en daarna de promotie afdwong.
Het daaropvolgende seizoen 2011-2012 volgde hij de ploeg uit Valencia en keerde zo terug naar de Segunda División B. Met elf doelpunten uit eenendertig wedstrijden was hij een belangrijke pion in de ploeg, die uiteindelijk dertiende zou worden.
Deze prestatie werd opgemerkt en tijdens seizoen 2012-2013 stapte hij over naar Club Deportivo Atlético Baleares. Bij deze ploeg uit Segunda División B werd hij meer rechts midden uitgespeeld en was hij negen keer trefzeker tijdens vijfendertig wedstrijden. De ploeg eindigde elfde in de eindrangschikking.
Hierna begon zijn Engels avontuur, dat hem bij drie ploegen zou leiden tijdens het seizoen 2013-2014. Cristian tekende een contract bij Huddersfield Town FC en maakte op 3 augustus 2013 zijn debuut in de Championship. Hij viel in tijdens de wedstrijd tegen Nottingham Forest FC, die met 0-1 verloren werd. Op 10 oktober 2013 werd hij uitgeleend aan Shrewsbury Town FC, een ploeg uit de Football League One. Ook hier had hij het moeilijk om zich aan te passen en scoorde één doelpunt tijdens vijf wedstrijden, waarna hij op 5 november 2013 terugkeerde naar Huddersfield Town FC. Tijdens de terugronde zou hij vanaf 14 maart 2014 uitgeleend worden aan Football League Two ploeg Northampton Town FC. Hij zou maar drie wedstrijden spelen en bleef scoreloos. Op het einde van het seizoen liet de Engelse ploeg hem vertrekken.
Na dit buitenlands drieluik keerde hij tijdens seizoen 2014-2015 terug naar zijn vaderland en tekende bij Burgos CF, een ploeg uit de Segunda División B. Hij werd er basisspeler en scoorde dertien doelpunten in zesendertigwedstrijden. De ploeg zou op een twaalfde plaats eindigen.
Het daaropvolgende seizoen 2015-2016 startte het tweede buitenlandse avontuur. Ditmaal bij het Roemeense CFR Cluj, een ploeg uit de Liga 1. Hier zou hij zestien doelpunten scoren tijdens vierenveertig wedstrijden. Bij deze ploeg zou hij de nationale bekercompetitie, Cupa României, winnen. Dit gebeurde door een 2-2 gelijkspel in de finale tegen Dinamo Boekarest. Tijdens de penaltyreeks werd met vijf tegen vier gewonnen.
Dit succes werd gevolgd door het derde buitenlandse luik. Tijdens drie seizoenen zou hij actief zijn bij twee Franse ploegen. De meest succesvolle periode kende hij bij RC Lens. Hij tekende bij de ploeg uit de Ligue 2 vanaf seizoen 2016-2017 een eenjarig contract met een later ook gelichte optie tot een tweede. Tijdens deze twee seizoenen zou hij zesentwintig keer succesvol zijn in drieënzestig wedstrijden en werd een van de publiekslievelingen van de ploeg. Dit ging niet ongemerkt voorbij en tijdens seizoen 2018-2019 tekende hij voor Angers SCO, een ploeg uit de Ligue 1. Daar had hij meer concurrentie en scoorde twee maal tijdens negentien wedstrijden.
Seizoen 2019-2020 betekende de start van het vierde buitenlandse luik. Hij tekende ditmaal een eenjarig contract bij Hatta Club uit de Liga van de Verenigde Arabische Emiraten. Op 1 maart 2020 zou hij echter reeds terugkeren naar zijn moederland en tekende hij bij UD Las Palmas, een ploeg uit de Segunda División A.
Het vijfde buitenlandse luik startte tijdens seizoen 2020-2021. Ditmaal was Griekenland en meer bepaald Aris FC de bestemming. Tijdens de heenronde was hij eenmaal succesvol in achttien wedstrijden. Tijdens de winterstop keerde hij nogmaals naar zijn moederland terug en werd tot het einde van het seizoen uitgeleend aan FC Cartagena, een ploeg uit de Segunda División A. Hier zou hij zijn maatje uit de spits van vorig seizoen tegen het lijf lopen, Rubén Castro Martín. Ook verdediger Alberto de la Bella kende hij van dezelfde periode. Het volgende weekend, tijdens de thuiswedstrijd tegen Real Oviedo, maakte hij reeds zijn debuut toen hij tijdens 66ste minuut doelpuntenmaker Rubén Castro verving. Op 5 april 2021 scoorde hij zijn eerste doelpunt tijdens de 2-1 thuisoverwinning tegen AD Alcorcon.  Tijdens zijn elfde optreden tegen CE Sabadell, de laatste vijf wedstrijden als basisspeler, sloeg het noodlot toe en werd hij zeer ernstig gekwetst zodat zijn seizoen met nog acht wedstrijden te gaan afgelopen was.  Om deze reden werd zijn contract dan ook niet meer verlengd.  Daardoor keerde hij terug naar zijn Griekse werkgever. De blessure hield hem echter heel het seizoen 2021-2022 van een voetbalveld.
Op 9 augustus 2022 kwam dan de bevrijding nadat hij voor het seizoen 2022-2023 bij CD Eldense kon tekenen.  Zo belandde hij op het niveau van de Primera División RFEF.  Met deze ploeg haalde hij de eindronde en kon de promotie naar het professionele voetbal afdwingen.  Hij zou echter de ploeg niet volgen.
Vanaf seizoen 2023-2024 kwam hij terecht bij AD Ceuta FC, een andere ploeg uit de Primera División RFEF